# Tricholomopsis sulphureoides
Tricholomopsis sulphureoides är en svampart som först beskrevs av Peck, och fick sitt nu gällande namn av Rolf Singer 1943. Tricholomopsis sulphureoides ingår i släktet Tricholomopsis och familjen Tricholomataceae.   Inga underarter finns listade i Catalogue of Life.